# Erzgrube Büchenberg
Die Erzgrube Büchenberg ist ein heute als Schaubergwerk betriebenes ehemaliges Eisenerzbergwerk in der Montanregion Harz in Büchenberg, Gemeinde Oberharz am Brocken in Sachsen-Anhalt.

## Geschichte

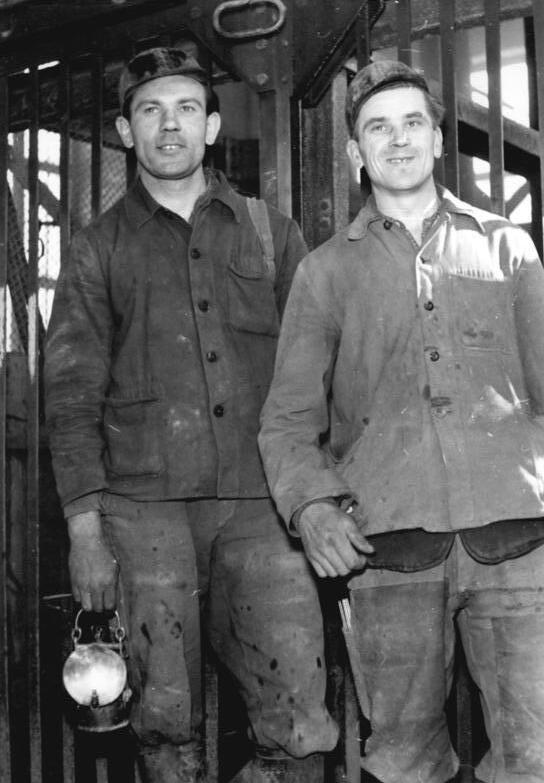
Bergleute der Erzgrube Büchenberg, 1954

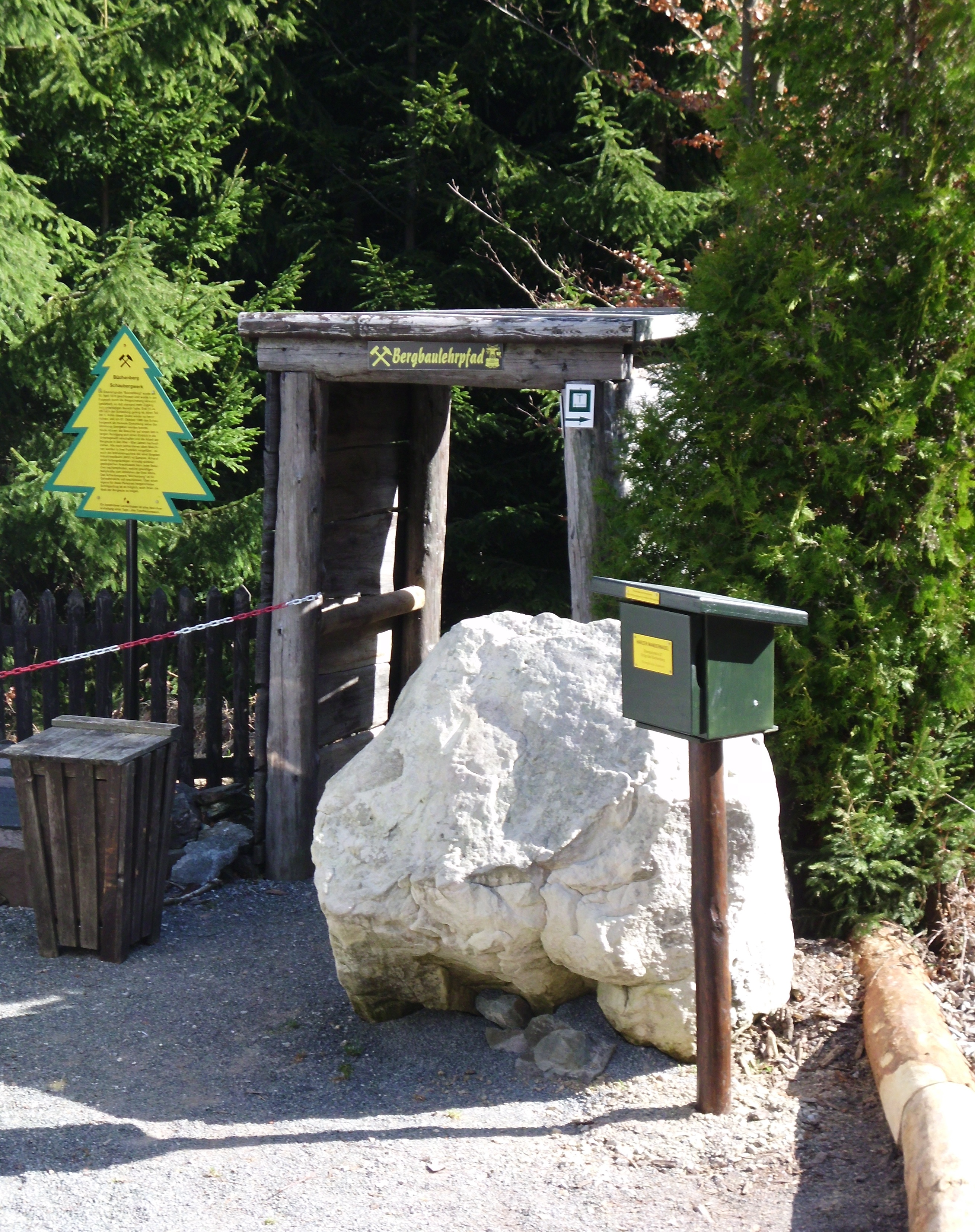
Beginn des Bergbaulehrpfads an der Grube Büchenberg

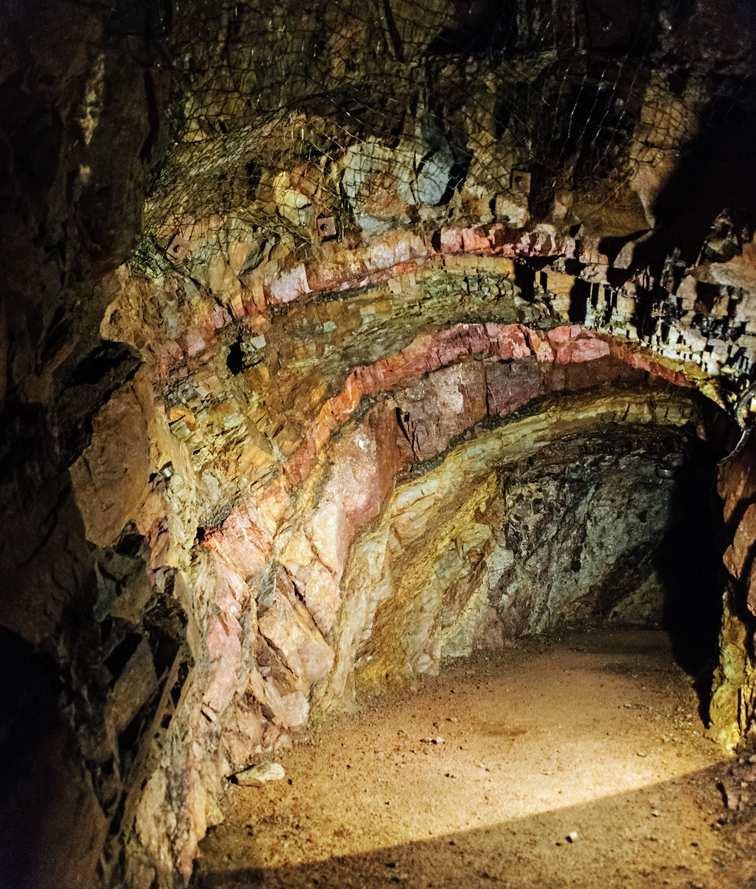
Gesteinsschichten im Harz

Die Förderung von Eisenerz in der Region ist schon aus der Zeit des Mittelalters belegt, wobei der Abbau zunächst in Form des Tagebaus in sogenannten Pingen erfolgte. Nach einer Blütezeit des Elbingeröder Erzabbaus im 16. Jahrhundert wurde die Förderung in unterschiedlicher Intensität bis 1925 fortgeführt, dann jedoch zunächst gänzlich eingestellt. In den 1930er Jahren nahm man in der Region die Förderung jedoch wieder auf. Die Eisenerzförderung in der Erzgrube Büchenberg begann 1936, insbesondere wurde der Bedarf der Rüstungsindustrie gedeckt. Die Grube war von Mannesmann übernommen worden. Der Abbau konzentrierte sich nur auf die Erzvorkommen der Grube, deren Eisenanteil mehr als 35 % betrug. Von 1937 bis 1940 entstand vom Rothenberg (Schacht I), dem heutigen Eingang zum Schaubergwerk, eine 8650 Meter lange Seilbahn, mit der das Eisenerz bis nach Minsleben transportiert wurde, wo es auf Eisenbahnwaggons verladen wurde. Die Materialseilbahn vom Typ Zenith verfügte über 33 zunächst in Holz ausgeführte Stützen. Die maximale Spannweite zwischen zwei Stützen betrug 1262 Meter, der Durchmesser des Tragseils 3,5 Zentimeter. Vier Spannvorrichtungen und drei Straßensicherungsvorrichtungen gehörten zur Seilbahn. Die Anlage verfügte über 74 Loren und wurde mit einer Geschwindigkeit von 2,66 Metern pro Sekunde betrieben. 45 Arbeiter waren mit der Abwicklung des Transports befasst. Bauausführendes Unternehmen war die Firma Bleichert Transportanlagen GmbH Leipzig. Bauherrin der Seilbahn in den Jahren 1940/41 war die zu den Mannesmannröhren-Werken gehörende Gewerkschaft Constanze aus Düsseldorf mit Verwaltungssitz in Gießen. Mit der Seilbahn wurden täglich 840 Tonnen Eisenerz abtransportiert. Das Erz wurde in den Reichswerken Hermann Göring in Salzgitter verhüttet.
Nach dem Ende des Zweiten Weltkriegs wurde die Grube zunächst stillgelegt. 1946 nahm man die Produktion jedoch wieder auf. Die Grube war verstaatlicht. Zur Verarbeitung des Erzes, Salzgitter lag nun in Westdeutschland und kam als Verarbeitungsort nicht mehr in Frage, wurde in Calbe (Saale) das Niederschachtofenwerk Calbe, ein speziell auf die Verhüttung des Büchenberger Erzes mit Braunkohlenhochtemperaturkoks ausgelegtes Niederschachtofenwerk. 1958/1959 wurde die Seilbahn modernisiert und die alten Holzstützen bei laufendem Betrieb gegen Stahlstützen ausgetauscht. Neue Schutznetzanlagen ersetzten die alten hölzernen Straßenschutzbrücken.
Nachdem die DDR besseres Eisenerz aus der Sowjetunion beziehen konnte, lohnte sich der Weiterbetrieb der Erzgrube nicht mehr und der Betrieb wurde am 30. April 1970 eingestellt. Die Tagesanlagen wurden zunächst als Ferienobjekt weitergenutzt. Die Seilbahn wurde 1971/1972 demontiert und verschrottet. Nur die Stütze Nummer 1 und der noch heute funktionsfähige Antrieb blieben erhalten. Das Bergwerk sollte zum Schaubergwerk umgestaltet werden. 1984 war die erste Sohle des Bergwerks wieder so hergerichtet, dass eine Verwirklichung der Pläne möglich war. Am 7. Oktober 1989, dem 40. Jahrestag der Republik, dem Nationalfeiertag der DDR wurde das Schaubergwerk eröffnet.
Der Zugang zum Bergwerk erfolgt nicht über den alten Förderschacht, sondern über eine Treppe entlang der Einfahrt der alten Industrieseilbahn in das Bergwerk, mit der früher das gebrochene Eisenerz aus dem Bergwerk gefördert wurde. Seit 1993 ist das Bergwerk auch für Rollstuhlfahrer und Gehbehinderte befahrbar. Der Führungsweg durch das Bergwerk hat eine Länge von 600 Metern. Insgesamt umfasst das Bergwerk ein Streckennetz von mehr als 40 Kilometern auf sechs Sohlen, die überwiegend für Besucher nicht zugänglich sind. Im Schaubergwerk sind noch die Bergbaumaschinen vorhanden, die in den 1950er und 1960er Jahren im DDR-Bergbau eingesetzt wurden. Die Maschinen und das Gezähe sind funktionstüchtig und werden bei Führungen vorgeführt, so ein Überkopflader, ein Erzschrapper und mehrere Bohrhämmer.
Bis zum 1. Juli 2006 wurde das Schaubergwerk in Trägerschaft der Stadt Elbingerode betrieben. Seitdem ist die Anlage verpachtet.

## Elbingeröder Bergbaulehrpfad & Harzer Wandernadel
Am Bergwerk beginnt und endet der Elbingeröder Bergbaulehrpfad. Zudem befindet sich an der Erzgrube Büchenberg auch die Stempelstelle Nr. 37 der Harzer Wandernadel.